# Polányi Károly
Polányi Károly (született Pollacsek) (Bécs, 1886. október 25. – Pickering, Ontario, 1964. április 23.) magyar gazdaságtörténész, szociálfilozófus, társadalompolitikus. Ismertségét a  A nagy átalakulás. Korunk gazdasági és politikai gyökerei című könyvével szerezte, amely az önszabályozó piacok fogalmi érvényességét kérdőjelezi meg.
Írásaiban Polanyi a kettős mozgalom fogalmát fejleszti ki, amely a piacosítás és a piacosítással szembeni szociális védelemre való törekvés dialektikus folyamatára utal.
Érvelésében azt állítja, hogy a modern Európában jellemző piaci alapú társadalmak nem szükségszerűek, mivel a történelmileg ezek a társadalmak kisebbséget alkottak. Polányira leginkább a szubsztantivizmus, a közgazdaságtan kulturális változatának megalkotójaként emlékeznek, amely a gazdaságok társadalomba és kultúrába való beágyazottságát hangsúlyozza. Ez a nézet ellentétes a mainstream közgazdaságtannal, de népszerű az antropológiában, a gazdaságtörténetben, a gazdaságszociológiában és a politikatudományban.
Polányi megközelítését az ókori gazdaságokra vonatkozóan számos esetben alkalmazták, például a Kolumbusz előtti Amerikában és az ókori Mezopotámiában, bár megkérdőjelezték a módszer hasznosságát az ókori társadalmak tanulmányozásában általában. Polányi A nagy átalakulás című műve a történeti szociológia modelljévé vált. Elméletei végül a gazdasági demokrácia mozgalom alapjává váltak.
Polanyi aktívan politizált, 1914-ben segített megalapítani a Nemzeti Polgári Radikális Pártot, amelynek titkára is volt.

## Élete

### Korai évek
Polányi zsidó családban született. Apja Pollacsek Mihály vasúti vállalkozó, anyja Wohl Cecília, öccse Polányi Mihály filozófus volt, unokahúga pedig Eva Zeisel, világhírű keramikusművész. Unokatestvére volt Pór Ödön, Szabó Ervin és Seidler Ernő is.
A Polányi névváltoztatást Károly és testvéreivel tette meg, kivéve Mihályt, aki soha nem változtatta meg a Pollacsek nevet, és a budapesti zsidó temetőben van eltemetve. Mihály 1905 januárjában halt meg, ami Károly számára érzelmi megrázkódtatás volt, és egész életében megemlékezett Mihály halálának évfordulójáról.
Polányi apja vagyonának hullámzása ellenére jó oktatást kapott, és elmerült Budapest aktív szellemi és művészeti életében
Polányi a Budapesti Tudományegyetem töltött évei alatt, csatlakozott a Galilei Kör, amely Pikler Gyula ateista-evolucionista jogász professzor hatására és az ő személye körül jött létre, és messzemenő hatással volt a magyar szellemi gondolkodásra. A körnek egyben az első elnöke is volt (1908).  Ez idő alatt találkozott más későbbi neves gondolkodókkal, mint például Lukács Györggyel, Jászi Oszkárral és Karl Mannheimmel.
Munkatársa a Szabadgondolat című polgári radikális irányzatú folyóiratnak (1911–1914), és szerkesztője 1918-ban. 1913-ban vették fel az Archimedes nevű budapesti szabadkőműves páholyba.
Polányi 1912-ben jogi doktorátust szerzett a budapesti egyetemen. 1914-ben segített megalapítani a Magyar Nemzeti Polgári Radikális Pártot, amelynek titkára volt.
Az első világháborúban az osztrák-magyar hadsereg lovassági tisztjeként teljesített szolgálatot, az orosz fronton, azonban egy sérülés következtében Budapestre szállították, ahol is kórházba került.
Tevékenyen részt vett az 1918-as őszirózsás forradalomban; a Magyarországi Tanácsköztársaság idején nagyrészt Bécsben tartózkodott. Mint Károlyi Mihály egyik leghívebb politikai barátja, részt vett a magyar emigráció antifasiszta (demokratikus) megmozdulásaiban.

## Bécsi évek
1924-től 1933-ig  Bécsben a Der Österreichische Volkswirt külpolitikai szerkesztőjeként dolgozott. Ekkor kezdte először bírálni az osztrák iskolát közgazdaságon belül, akik szerinte olyan absztrakt modelleket alkottak, amelyek szem elől tévesztették a gazdasági folyamatok szerves, összefüggő valóságát. Maga is érdeklődött a fábiánizmus és George Douglas Howard Cole munkássága iránt. Ugyancsak ebben az időszakban kezdett Polányi érdeklődni a keresztényszocializmus iránt.
Később távozni kényszerült a Der Österreichische Volkswirttől, politikai nyomás hatására, így 1933-ban Londonba költözött, ahol újságíróként és oktatóként kereste a kenyerét. 1936-ban a Workers' Educational Association (Munkások Oktatási Szövetsége) oktatói állását kapta meg. Előadásainak jegyzetei a későbbi The Great Transformation (A nagy átalakulás) című könyv kutatásait tartalmazzák. A könyv 1944-ben jelent meg, nagy sikerrel. Ebben az angliai bekerítési folyamatot és a korabeli gazdasági rendszer kialakulását a 19. század elején elemzi.

## Egyesült Államok és Kanadai évek
1940-ben Vermontba költözött, hogy oktatói állást vállaljon a Bennington College-ban, ahol öt előadássorozatot tartott. Az előadások címei: "Az átalakulás jelen kora";  "A 19. század elmúlása";"Az integrált társadalom irányába mutató tendencia"; "A nemzetközi rendszer összeomlása"; "Amerika kivétel?",[és "A marxizmus és az orosz forradalom belső története".
Ott töltött ideje alatt, részt vett az egyetem Humanizmus című előadássorozatán 1941-ben és 1943-ban, mint előadó. A háború után a Columbia Egyetemen kapott tanári állást (1947-1953). Felesége, kommunista múltja lehetetlenné tette a beutazási vízum megszerzését az Egyesült Államokban. Ennek következtében Kanadába telepedett. Polányi maga pedig New York és Kanada között ingázott. Az 1950-es évek elején nagy összegű ösztöndíjat kapott a Ford Alapítványtól, az ősi birodalmak gazdasági rendszereinek tanulmányozásáért.
A Columbián tartott szemináriumán számos híres tudós vett részt, és tanárok egész generációjára volt hatással, aminek eredményeként 1957-ben megjelent a Trade and Market in the Early Empires című kötet. Későbbi éveiben is folytatta írói tevékenységét, és folyóiratot alapított Coexistence címmel.
Utolsó éveiben feleségével, Duczyńska Ilonával angol nyelvű antológiát állított össze a modern magyar irodalom alkotásaiból. 1964-ben Kanadában az Ontario állambeli Pickeringben halt meg.

## Emlékezete
Magyarországon a Polányi Károly-díj, továbbá számos kutatóintézet és kutatóközpont viseli a nevét többek között Montrealban, Szöulban, Bécsben és Budapesten.

## Művei
- Három március. 1911, 1912, 1913 / Ady Endre három ünnepi verse / Jászi Oszkár, Rubin László és Polányi Károly ünnepi beszédei. A Galilei-Kör öt éves fennállása alkalmából; Galilei Kör, Bp., 1913
- A radikalizmus végcélja. Polányi Károlynak a Szegedi Radikális Párt 1918. évi december hó 1-én tartott nagygyűlésén elmondott beszéde; Országos Polgári Radikális Párt, Bp., 1918
- Radikális párt és polgári párt. Budapest: Elek-Várnai nyomda (1918)
- Origins of Our Time: The Great Transformation (angol nyelven). London: Gollancz (1945)
- Trade and Market in the Early Empires: Economies in History and Theory (angol nyelven). New York– London: Collier-Macmillan (1957)
- (Duczyńska Ilonával). The Plough and the Pen: Writings from Hungary 1830–1956 (angol nyelven). London: Owen (1963)
- Dahomey és a rabszolgakereskedelem. Egy archaikus gazdaság elemzése; ford. Sárkány Mihály, bev. Bognár József, jegyz. Ecsedy Csaba; Közgazdasági és Jogi, Bp., 1972
- Az archaikus társadalom és a gazdasági szemlélet. Tanulmányok; ford. Endreffy Zoltán, Kis János, Márkus György, előszó Szentes Tamás; Gondolat, Bp., 1976 (Társadalomtudományi könyvtár)
- Kereskedelem, piacok és pénz az ókori Görögországban; ford. Endreffy Zoltán; Gondolat, Bp., 1984
- Fasizmus, demokrácia, ipari társadalom. Társadalomfilozófiai írások; angol ford. N. Tóth Zsuzsa; Gondolat, Bp., 1986 ISBN 963 281 734 6
- Egy gazdaságelmélet küszöbén, 1-4.; ELTE, Bp., 1986 (Az Eötvös Loránd Tudományegyetem ókori történeti tanszékeinek kiadványai)
  - Cikkek és tanulmányok, 1907-1919; összegyűjt., sajtó alá rend. Gyurgyák János; ELTE, Bp., 1986
  - Cikkek a Bécsi magyar újságban, 1921-1923; összegyűjt., sajtó alá rend. Gyurgyák János; ELTE, Bp., 1986
- Polányi Károly, 1886-1964; tan. Greskovits Béla; MKKE, Bp., 1987 (Szakkollégiumi füzetek)
- A nagy átalakulás. Korunk gazdasági és politikai gyökerei; ford. Pap Mária; Mészáros Gábor, Bp., 1997
- Polányi Mihály; vál., sajtó alá rend., bev., jegyz. Molnár Attila Károly; Új Mandátum, Bp., 2002 (Magyar panteon)
- A nagy átalakulás. Korunk gazdasági és politikai gyökerei; ford. Pap Mária, előszó Joseph E. Stiglitz; 2. átdolg. kiad.; Napvilág, Bp., 2004 (Társtudomány) ISBN 9789639350519